# Jean-Pierre Verheggen
Jean-Pierre Verheggen (* 6. Juni 1942 in Gembloux; † 8. November 2023 in Wavre) war ein belgischer Schriftsteller französischer Sprache.

## Leben und Werk
Jean-Pierre Verheggen war vorübergehend Maoist. Er wurde Gymnasiallehrer am Athénée royal in Brüssel, gehörte zur Literaturzeitschrift TXT und war Berater des belgischen Kulturministers. Zusammen mit Marc Rombaut (1939–2022) betreute er die Kultursendung Idem der RTBF.
Verheggens Dichtung ist in besonderer Weise von Parodie, Pastiche, Wortspiel und allgemein von Respektlosigkeit geprägt. 1995 erhielt er den Grand Prix de l'Humour Noir Xavier-Forneret.

## Werke (Auswahl)
- Le Grand cacaphone. G. Chambelland, Paris 1974. (Wortspielbasis: cacophonie)
- Le Degré Zorro de l'écriture. C. Bourgois, Paris 1977. Actes Sud, Arles 1997. (Worspielbasis: Degré zéro de l'écriture (1953), Titel von Roland Barthes)
- Divan le Terrible. C. Bourgois, Paris 1978. (Worspielbasis: Ivan le Terrible)
- Vie et mort pornographiques de Madame Mao. Hachette, Paris 1981. (Roman)
- NiNietzsche, Peau d'Chien ! Fiction. T.X.T.-Limage 2, Melun 1983. (Wortspielbasis: Niniche! „zurück in Deine Hundehütte“ + Peau de vache! „Miststück“)
- Pubères, putains. Cheval d'attaque, Dieulefit 1985.
- Stabat mater. Cadex, Montpellier 1986.
- Artaud Rimbur. La Différence, Paris 1990. (Wotspielbasis : Arthur Rimbaud und Antonin Artaud)
- Les folies belgères. Seuil, Paris 1990. (Wortspielbasis: Folies Bergère)
- Porches, porchers. Pubères, putains. Stabat Mater ou Pour l'amour d'un porc.  Labor, Brüssel 1991. (Vorwort von Norge, Interpretation von Jean-Marie Klinkenberg)
- Ridiculum vitae. La Différence, Paris 1994. Gallimard, Paris 2001. (Wortspielbasis : Curriculum Vitae)
- (mit Alain Delaunois) André Blavier, le don d'ubuquité. D. Devillez, Brüssel 1997. (Wortspielbasis : ubiquité „Allgegenwart“ und König Ubu)
- Entre zut et zen. La Différence, Paris 1999. (zut ! « Mist ! »)
- On n'est pas sérieux quand on a 117 ans. Portrait de l'artiste en Vieilheggen. Zuteries. Gallimard, Paris 2001. (Wortspielbasis: « On n'est pas sérieux quand on a 17 ans », Rimbaud)
- Du même auteur chez le même éditeur. Nouvelles zuteries. Gallimard, Paris 2004.
- Gisella.  Éditions du Rocher, Monaco 2004.
- Portraits crachés. Le Somnambule équivoque, Lüttich 2005. (Wortspielbasis: Il est x tout craché « er ähnelt ganz x »)
- L'idiot du Vieil-Âge. Excentries. Gallimard, Paris 2006. (Wortspielbasis: L’idiot du voyage)
- Sodome et grammaire. Gallimard, Paris 2008. (Wortspielbasis: Sodome et Gomorrhe)
- J'aime beaucoup ma poésie. Lansman, Carnières-Morlanwelz 2010.
- Poète bin qu'oui, poète bin qu'non? Gallimard, Paris 2011. (Wortspielbasis: P’têt bin qu‘ oui. P’têt bin qu'non. « Vielleicht, vielleicht auch nicht ». Normannische Antwort)
- Un jour, je serai prix nobelge. Poésie. Gallimard, Paris 2013. (Kofferwort: Nobel + belge)
- Ça n'langage que moi. Gallimard, Paris 2015. (Wortspielbasis : Ça n'engage que moi  « das ist meine rein persönliche Meinung »)
- Ma petite poésie ne connaît pas la crise. Gallimard, Paris 2017.
- Gisella suivi de L'idiot du Vieil-Âge. Poésie. Espace Nord, Brüssel 2019. (ferner: Gespräch mit Éric Clémens)
- Le Sourire de Mona Dialysa. Gallimard, Paris 2023. (Wortspielbasis: Mona Lisa)